# Huemul
Huemul je jedna od lokalnih skupina Alacalufa (porodica Alacalufan) na zapadu Brunswicka, možda srodni s Pecheré Indijancima u području Beagle Canala (Mageljanov prolaz) u Čileu. Ime huemul dao im je Robert Fitz-Roy (1839.), po čileanskim srndaćima Hippocamelus bisulcus, od kojih su oni posjedovali kako kaže 'mnogo koža'. Robert Fitz-Roy Huemule smatra identičnim skupini Pecheré koje Bougainville naziva Pécherais. Julio Jueves (2004.), razlikuje 4 tipa tamošnjih Indijanaca koje naziva Aliculip, Pecheray, Huemul i Chonos. U Fitz-Royevo doba bilo ih je (po njegovim podacima) stotinjak.  Kultura im je tipična kanu-kulturi Alacaluf Indijanaca. 

## Vanjske poveznice
- Origen del nombre de la etnia
- Milodón City Cha Cha Cha
- Region Patagonica